# Odontodactylus
Odontodactylus, del griego clasico ὀδούς (odoús), "diente", y δάκτυλος (dáktulos), "dedo", es un género de camarón mantis, el único género representante en la familia Odontodactylidae. El camarón mantis del género Odontodactylus no solo puede detectar polarización circular de la luz, sino que también puede detectar luz polarizada reflejada en su telson y urópodos.
El género Odontodactylus contiene las siguientes especies:
- Odontodactylus brevirostris (Miers, 1884)
- Odontodactylus cultrifer (White, 1850)
- Odontodactylus hansenii (Pocock, 1893)
- Odontodactylus havanensis (Bigelow, 1893)
- Odontodactylus hawaiiensis (Manning, 1967)
- Odontodactylus japonicus (de Haan, 1844)
- Odontodactylus latirostris Borradaile, 1907
- Odontodactylus scyllarus (Linnaeus, 1758)

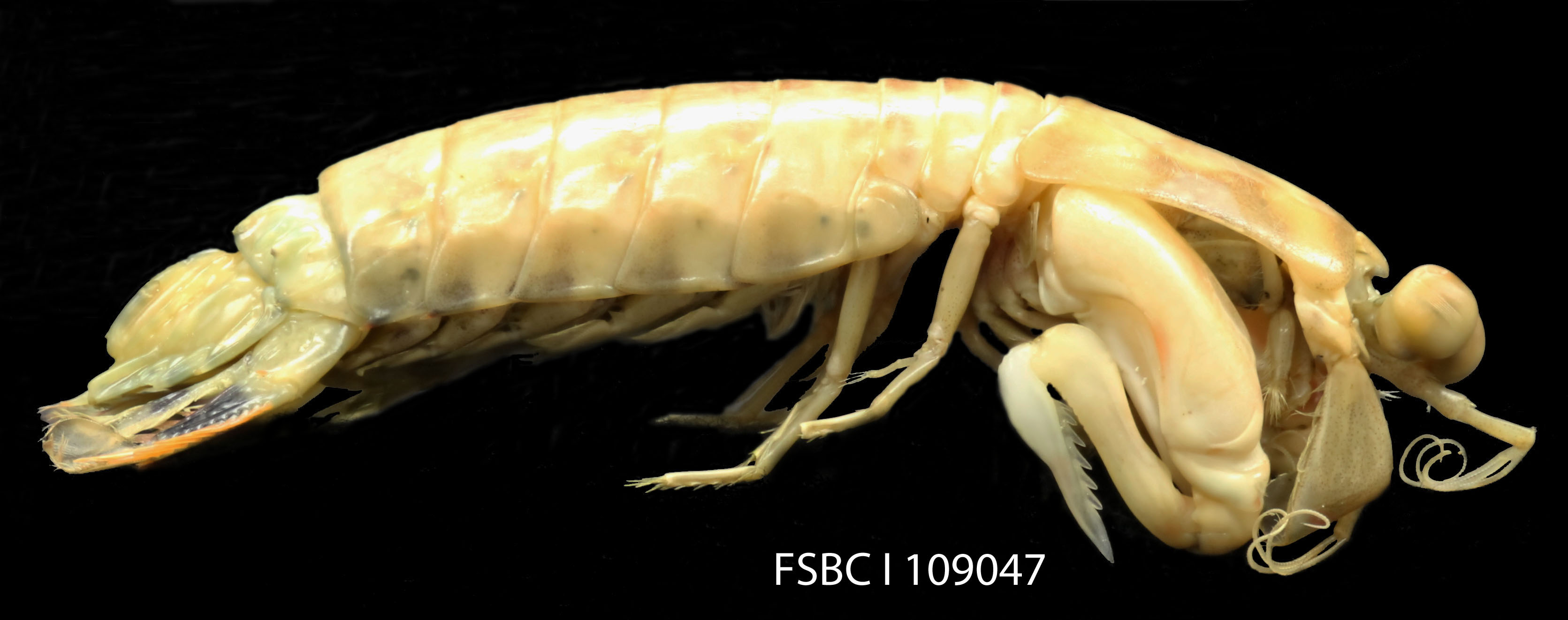
Odontodactylus brevirostris
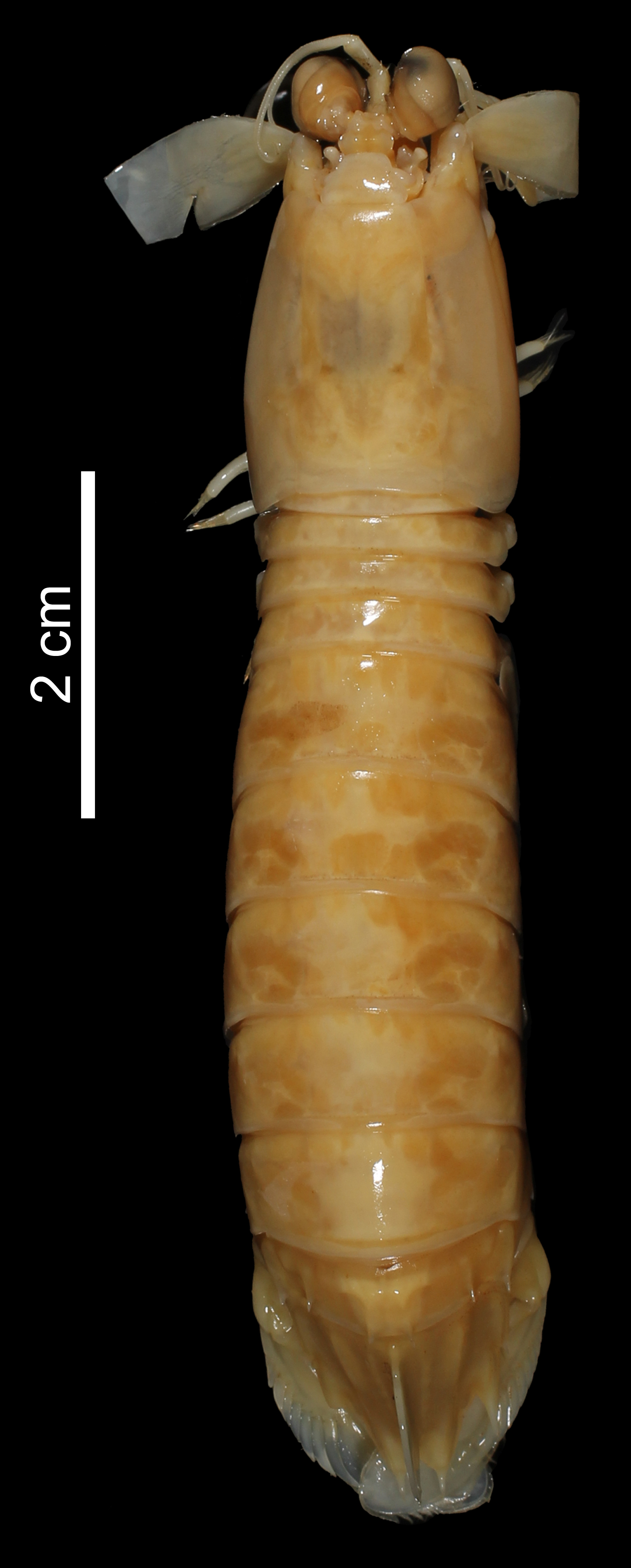
Odontodactylus cultrifer
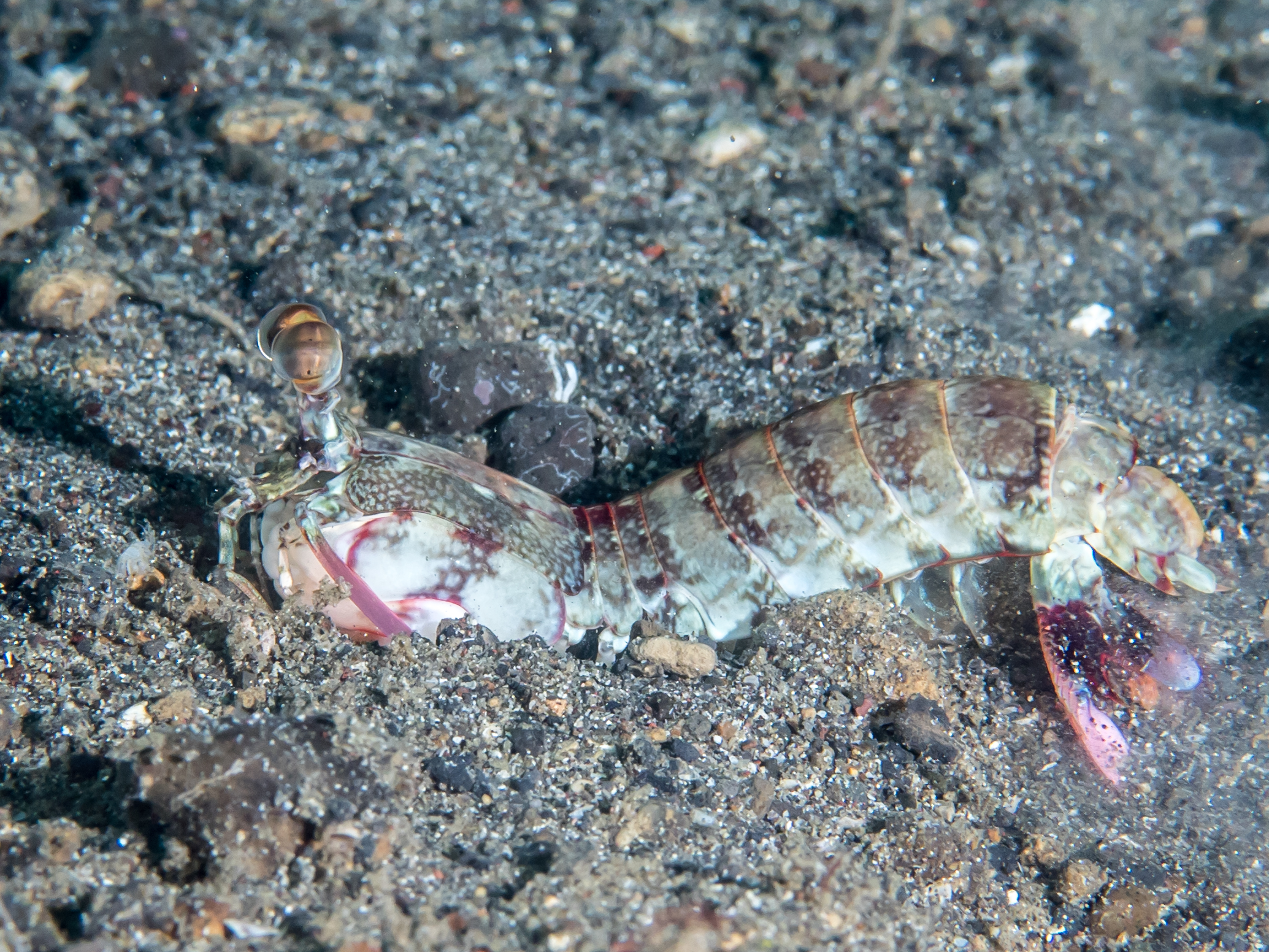
Odontodactylus latirostris
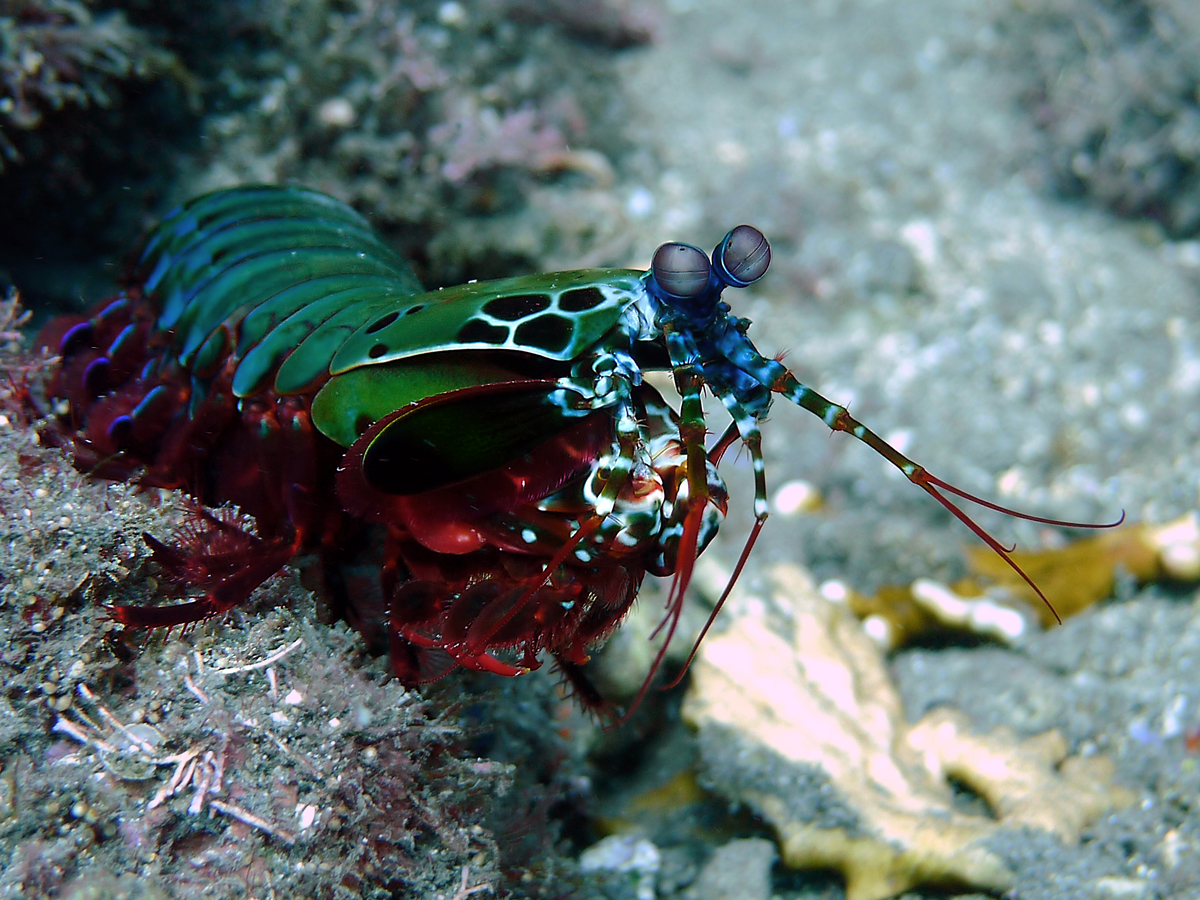
Odontodactylus scyllarus